# Huella ecológica
|  |    |    |    |    |    |    |    |    |    |   |   |   |   |   |
|  |    |    |    |    |    |    |    |    |    |   |   |   |   |   |
|  | −9 | −8 | −7 | −6 | −5 | −4 | −3 | −2 | −1 | 0 | 2 | 4 | 6 | 8 |

Déficit o superávit ecológico nacional, medido como la biocapacidad por persona de un país (en hectáreas globales) menos su huella ecológica por persona (también en hectáreas globales). Datos de 2013.

La huella ecológica (del inglés ecological footprint) es un concepto creado por William Rees y su entonces alumno Mathis Wackernagel en 1996, que analiza los patrones de consumo de recursos y la producción de desechos de una población determinada; los dos se expresan en áreas productivas necesarias para mantener tales servicios. La huella muestra el cálculo de recursos específicos.
Mide la superficie necesaria (calculada en hectáreas) para producir los recursos consumidos por un ciudadano, una actividad, país, ciudad o región, etc, así como la necesaria para absorber los residuos que genera, independientemente de donde estén localizadas estas áreas.
Se trata de un indicador para conocer la sostenibilidad de las actividades humanas. La ventaja que presenta es la posibilidad de realizar comparaciones.

## Cálculo
La huella ecológica se mide en hectáreas globales (hag) por habitante y año, es decir, cuantificando el impacto de la actividad humana sobre el entorno.
Funciona mediante un cálculo que se hace a partir de los hábitos cotidianos de cada personas en relación con la capacidad de la naturaleza para renovar sus recursos. Dicho de otro modo, calcula el total de superficie ecológica que se requiere para producir lo que consumes y a su vez, calcula la superficie necesaria para absorber los residuos que generas (Tovar, 2019). Tal y como indica el Fondo Mundial para la Naturaleza (en inglés World Wide Fund for Nature - WWF), el objetivo de medir tu huella ecológica es que cada ciudadano de cada país identifiques las acciones que pueden afectar al planeta.
Existen cinco dimensiones básicas para calcularla:
a) Superficie artificializada: cantidad de hectáreas utilizadas para urbanización, infraestructuras o centros de trabajo.
b) Superficie necesaria para proporcionar alimento vegetal
c) Superficie necesaria para pastos que alimentan ganado.
d) Superficie marina necesaria para la pesca.
e) Superficie de bosque necesaria para servir de sumidero del CO2 que arroja nuestro consumo energético.
Aunque este indicador integra múltiples impactos, hay que tener en cuenta entre otros, los siguientes aspectos que subestiman el impacto ambiental real:
- No quedan contabilizados algunos impactos como la contaminación del suelo, la contaminación del agua, la erosión, la contaminación atmosférica (excepto el CO2) y otros.

- Se asume que las prácticas en el sector agrícola, ganadero y forestal son sostenibles y que la productividad del suelo no disminuye con el tiempo.

Los territorios que se toman en cuenta para calcular la huella ecológica son los cultivos (superficies con actividad agrícola y que constituyen la tierra más productiva ecológicamente hablando pues es donde hay una mayor producción neta de biomasa utilizable por las comunidades humanas.); pastos (espacios utilizados para el pastoreo de ganado, y en general considerablemente menos productivos que los agrícolas; bosques (superficies  forestales  ya  sean  naturales  o  repobladas,  pero  siempre  que  se  encuentren en explotación); mar productivo (superficies marinas en las que existe una producción biológica mínima para que pueda ser aprovechada por la sociedad humana; terreno construido ).Considera las áreas urbanizadas o ocupadas por infraestructuras; y área de absorción de CO2 (superficies  de  bosque  necesarias  para  la  absorción  de  la  emisión  de dióxido de carbono).
Desde un punto de vista global, cada país, sin embargo, tiene una fecha distinta según el nivel de consumo de recursos de sus habitantes, pues no todos consumimos de la misma manera. En el caso de Colombia la huella ecológica es de 1.9 hectáreas por persona, relativamente baja si se compara con la de Australia (9.3), Estados Unidos (8.2) o Japón (5), datos que fueron publicados por la ONG Fondo Mundial para la Naturaleza (WWF) y que ya habían advertido con anterioridad durante el año 2006 a través del informe.  Archivado el 21 de agosto de 2018 en Wayback Machine., asÍ pues, a nivel global, estamos consumiendo más recursos y generando más residuos de los que el planeta puede soportar.

## Aplicación y metodologías
El análisis de la Huella ecológica ha sido aplicado a varios niveles, desde la escala global, hasta el nivel hogareño. En este estudio, el componente huella ecológica de Guernsey ha sido calculado y luego usado como una herramienta para explorar la toma de decisiones. Esto ha sido hecho considerando la huella ecológica de pasajeros de viaje, observando datos sobre series de tiempo y el desarrollo de escenarios.
La aproximación componente base, primero documentada por Simmons y Chambers en 1998 y luego por Simmons et al., en 2000 es un acercamiento diferente a la huella ecológica. En lugar de considerar el consumo de materias primas, este considera el efecto de transporte, energía, agua y desecho. Esta resultó una estructura más simplificada y educativa con mayor significado a nivel regional. Esto es principalmente porque está construido en torno a actividades que las personas pueden razonar y en las cuales ellas participan (tal como la producción de desechos y consumo de electricidad). Simmons y Chambers (1998) calcularon la primera serie de algoritmos capaces de convertir “Uso de Recursos” a “Área de Tierra Equivalente”, titulado “Metodología Eco–pionero. 
En el modelo Componente Base, el valor de la huella ecológica para ciertas actividades son precalculadas usando datos de la región estudiada (Simmons et al.,2000). Con el acercamiento Wackernagel, conocido como la Huella Ecológica Compuesta, seis principales tipos de tierra de espacio productivo son usados: tierra de energía fósil, tierra arable, pastura, forestal, tierra construible y espacio de mar. El acercamiento Compuesto considera la demanda humana sobre cada uno de esos tipos de tierra, para una población dada, donde quiera que esta tierra pueda estar.

## Clasificación (años 2007 y 2008) según Global Footprint Network
| Clasificación de los países con mayor Huella ecológica por persona en Hectáreas globales (años 2003 y año 2005) | Clasificación de los países con mayor Huella ecológica por persona en Hectáreas globales (años 2003 y año 2005) | Clasificación de los países con mayor Huella ecológica por persona en Hectáreas globales (años 2003 y año 2005) | Clasificación de los países con mayor Huella ecológica por persona en Hectáreas globales (años 2003 y año 2005) | Clasificación de los países con mayor Huella ecológica por persona en Hectáreas globales (años 2003 y año 2005) | Clasificación de los países con mayor Huella ecológica por persona en Hectáreas globales (años 2003 y año 2005) |
| Clasific. 2003                                                                                                  | País | Huella Ecológica 2003                                                                                           | Clasific. 2005                                                                                                  | País | Huella Ecológica 2005                                                                                           |
| --- | --- | --- | --- | --- | --- |
| 1 | Emiratos Árabes Unidos                                                                                          | 11.9 | 1 | Emiratos Árabes Unidos                                                                                          | 9.5 |
| 2 | Estados Unidos                                                                                                  | 9.6 | 2 | Estados Unidos                                                                                                  | 9.4 |
| 3 | Finlandia | 7.6 | 3 | Kuwait | 8.9 |
| 4 | Canadá | 7.6 | 4 | Dinamarca | 8.0 |
| 5 | Kuwait | 7.3 | 5 | Australia | 7.8 |
| 6 | Australia | 6.6 | 6 | Nueva Zelanda                                                                                                   | 7.7 |
| 7 | Estonia | 6.5 | 7 | Canadá | 7.1 |
| 8 | Suecia | 6.1 | 8 | Noruega | 6.9 |
| 15 | España | 5.4 | 12 | España | 5.7 |
| 46 | México | 2.6 | 43 | México | 3.4 |
| 50 | Chile | 2.3 | 51 | Chile | 3.0 |
| 55 | Argentina | 2.3 | 58 | Venezuela | 2.8 |
| 57 | Venezuela | 2.2 | 66 | Argentina | 2.5 |
| Población (2003)                                                                                                | Región | Huella ecológica (2003)                                                                                         | | Población (2005)                                                                                                | Huella Ecológica (2005)                                                                                         |
| 6301.5 | MUNDO | 2.23 | | 6 476 | 2.7 |
| 955.6 | Países de ingresos altos                                                                                        | 6.4 | | 972 | 6.4 |
| 3011.7 | Países de ingresos medios                                                                                       | 1.9 | | 3 098 | 2.2 |
| 2303.1 | Países de ingresos bajos                                                                                        | 0.8 | | 2 371 | 1.0 |

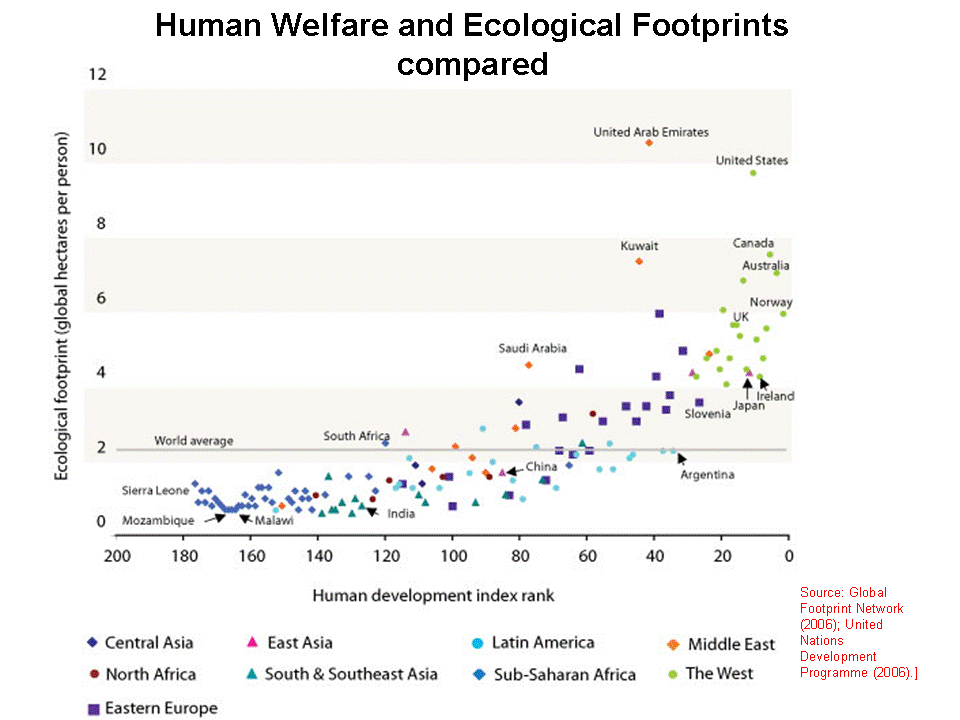

Según este mismo informe, para el año 2005 se estimó el número de hectáreas globales (o hectáreas) por persona en 2,1. Sin embargo, para todo el mundo, el consumo se sitúa en 2,7. Por lo tanto, al menos para este año (y la tendencia es creciente, pues en 2003 la huella ecológica mundial se estimó en 2.23), estuvimos sobre-consumiendo respecto de la capacidad del planeta: estamos destruyendo los recursos a una velocidad superior a su ritmo de regeneración natural.
Aunque la huella ecológica aspira a ser sobre todo un indicador cuantitativo y preciso, sus principales frutos los ha dado como marco conceptual que permite comparar sociedades completamente dispares y evaluar su impacto sobre el medio ambiente planetario. 
En una vida básicamente agraria bien organizada y sin monocultivos extensivos, se estima que entre 1 y 2 ha son aproximadamente el terreno necesario para atender a las necesidades de una familia de forma autosuficiente. 
Por otra parte, se ha llegado a la conclusión de que serían necesarios otros dos planetas como este para que los 6.000 millones de seres humanos actuales pudieran vivir todos de la manera en que, por ejemplo, vive un ciudadano francés medio, es decir, en una sociedad industrial basada en la disponibilidad de combustibles fósiles. 
Estas primeras conclusiones hacen necesario distinguir dos elementos fundamentales: 
1. En el mundo industrial actual los impactos se producen a nivel planetario.
2. La huella ecológica poco tiene que ver con el espacio físico ocupado por un grupo humano. De esta manera la huella ecológica de la mayoría de los países desarrollados supera ampliamente su propia superficie, ya que extraen recursos y vierten residuos en lugares muy alejados de su territorio.

El valor didáctico del concepto de huella ecológica reside en que hace evidentes dos realidades ligadas que quedan fuera del alcance de la intuición. Primero, que el modo de vida característico de los países más ricos del planeta no puede extenderse al conjunto de sus habitantes. Segundo, que una economía planetaria sostenible exige de esa misma minoría acomodada una reducción de sus consumos; y también de su nivel de vida, en la medida en que no pueda compensarse con un aumento equivalente en la eficiencia de los procesos productivos.

## Huella ecológica mundial por actividad
Al calcular la huella ecológica es posible conocer la magnitud con que las actividades humanas contribuyen al tamaño total. Es importante recordar que la huella ecológica se refiere, en parte, a la superficie necesaria para absorber los residuos generados, es por ello que la quema de combustibles fósiles figura como la actividad más significativa, tal y como se muestra a continuación:
- 47.6% Quema de Combustibles Fósiles
- 22.1% Agricultura
- 7.7% Madera, Pulpa y Papel.
- 6.8% Pesca
- 6.4% Ganadería
- 3.7% Energía Nuclear
- 3.7% Asentamientos Urbanos o ciudades
- 2.8% Obtención de Leña